# Eremotherium
Eremotherium är ett släkte av utdöda jättesengångare som förekom i södra Nordamerika (dagens södra USA), Centralamerika och norra Sydamerika.
Arterna vägde ungefär fyra ton och stod ofta på sina bakben med den kraftiga svansen som stöd. Så hade de förmåga att plocka blad från träden med sina kloförsedda framtassar. Tänderna växte oavbrutet under individens liv och på kindtänderna (molarer) fanns två djupa rännor för att mala sönder växtdelar.
Eremotherium levde från pliocen till pleistocen. Flera fossil hittades i sediment intill floder.
Enligt Fossilworks är fyra arter beskrivna:
- Eremotherium elenense
- Eremotherium eomigrans
- Eremotherium laurillardi
- Eremotherium sefvei